# Mauraz
Mauraz je obec na jihozápadě Švýcarska, v okrese Morges v kantonu Vaud. Žije zde 59 obyvatel.

## Geografie
Mauraz leží v nadmořské výšce 625 m, vzdušnou čarou 12 km severozápadně od okresního města Morges. Zemědělská obec se nachází na náhorní plošině Jury, kde se potok Morand vlévá do Veyronu, ve střední části kantonu Vaud.
Rozloha pouhých 0,5 km² pokrývá malou část západního okraje Vaudské plošiny. Obec je na severu ohraničena potokem Morand a na jihu údolím řeky Veyron. Nejvyšší nadmořská výška je 662 m n. m. na náhorní plošině západně od obce. V roce 1997 tvořila zastavěná plocha 4 % rozlohy obce, lesy a lesní pozemky 11 % a zemědělství 85 %.
Mauraz se skládá z dolní části obce (625 m n. m.) a horní části zvané Sur le Crêt (642 m n. m.). Sousedními obcemi jsou L’Isle, Hautemorges a Montricher.

## Historie
Ve středověku patřil Mauraz klášteru Romainmôtier, poté přešel pod správu Montricheru a stal se součástí obce Montricher. Po dobytí Vaudu Bernem v roce 1536 přešel Mauraz pod správu panství Morges. Samostatnou obcí se stal až v roce 1764. Po pádu Staré konfederace patřila obec v letech 1798–1803 v období helvétského soustátí ke kantonu Léman, který byl poté po vstupu v platnost Ústavy o zprostředkování sloučen s kantonem Vaud. V roce 1798 byla obec přiřazena k okresu Cossonay, od roku 1803 pak k okresu Morges.

## Obyvatelstvo
| Rok            | 1850 | 1900 | 1910 | 1930 | 1950 | 1960 | 1970 | 1980 | 1990 | 2000 | 2018 |
| Počet obyvatel | 97   | 70   | 62   | 58   | 40   | 42   | 41   | 39   | 41   | 48   | 59   |

95,8 % obyvatel hovoří francouzsky, 2,1 % německy a 2,1 % italsky (údaj z roku 2000). Ještě v roce 1900 žilo v Maurazu 70 obyvatel. Zhruba od roku 1950 se počet obyvatel pohybuje mezi 35 a 48 obyvateli.

## Hospodářství
Až do druhé poloviny 20. století byl Mauraz vesnicí, která se vyznačovala převážně zemědělstvím. Zemědělství, ovocnářství a chov dobytka mají i v 21. století velký význam ve struktuře zaměstnanosti obyvatelstva. Několik dalších pracovních míst je k dispozici v místních drobných podnicích a v sektoru služeb.

## Doprava
Obec se nachází mimo hlavní dopravní tepny. Má silniční spojení do L’Isle a Pampigny. Samotný Mauraz nemá žádné napojení na síť veřejné dopravy. Zastávka Mauraz na úzkorozchodné železniční trati z L’Isle do Apples na dráze Bière–Apples–Morges, která byla otevřena 12. září 1896, se nachází na severním okraji obce Pampigny, asi 2,5 km od centra obce.